# Cheque pré-datado
Cheque pré-datado (comumente chamado de "cheque-pré" ou simplesmente "pré-datado") é uma operação de crédito, não regulamentada pela lei do direito econômico que permite que um comprador pague de forma parcelada por um bem sendo adquirido. Este emite uma quantidade de cheques que totalize o valor do bem identificando em cada folha de cheque emitida a data para pagamento da parcela. 
É importante lembrar que um Cheque é uma ordem de pagamento à vista (independente da data preenchida na folha de cheque). Assim, o comprador não possui nenhuma garantia legal de que o vendedor honrará as datas acordadas para desconto de cada folha de cheque pré-datado.
Porém a data colocada no corpo do cheque deve ser respeitada pela pessoa que o recebe, senão haverá quebra de contrato entre as partes. Somente o banco não terá responsabilidade sobre o depósito antecipado de um cheque.
Na hipótese de depósito do cheque pós-datado antes da data acordada entre as partes, caso o emitente venha a ter prejuízo causado decorrente da precipitação do depósito do cheque, poderá entrar com uma ação de danos materiais contra o beneficiário.